# 아이누 (톨킨)
아이누(Ainur, 단수; Ainu)는 J. R. R. 톨킨의 소설 《반지의 제왕》, 《실마릴리온》에서 소설 속의 유일신인 일루바타르가 창조한 종족이다.
이들 중 가장 강한 14명을 발라, 이보다는 약한 나머지 이들을 마이아라고 칭한다.